# Tamara Press
Tamara Natanovna Press (in russo Тамара Натановна Пресс?; Char'kov, 10 maggio 1937 – Mosca, 26 aprile 2021) è stata una discobola e pesista sovietica, vincitrice della medaglia d'oro alle Olimpiadi di Roma 1960 nel getto del peso e a quelle di Tokyo 1964 sia nel peso che nel disco.

## Biografia
Oltre alle tre medaglie d'oro ne conquistò una d'argento ai Giochi olimpici di Roma nel 1960, nel lancio del disco.
Nel 1962 fu campionessa europea sia nel disco che nel peso, dopo aver conquistato un bronzo nel getto del peso e un oro nel lancio del disco nella rassegna datata 1958.
Anche la sorella, Irina Press, fu un'atleta pluricampionessa olimpica negli anni '60.

## Palmarès
| Anno | Manifestazione | Sede         | Evento           | Risultato | Misura  | Note                  |
| ---- | -------------- | ------------ | ---------------- | --------- | ------- | --------------------- |
| 1958 | Europei        | Stoccolma    | Getto del peso   | Bronzo    | 15,53 m |                       |
| 1958 | Europei        | Stoccolma    | Lancio del disco | Oro       | 53,32 m |                       |
| 1960 | Olimpiadi      | Roma         | Getto del peso   | Oro       | 17,32 m | Record olimpico       |
| 1960 | Olimpiadi      | Roma         | Lancio del disco | Argento   | 52,59 m |                       |
| 1961 | Universiadi    | Sofia        | Getto del peso   | Oro       | 17,12 m | Record dei campionati |
| 1961 | Universiadi    | Sofia        | Lancio del disco | Oro       | 58,06 m | Record dei campionati |
| 1962 | Europei        | Belgrado     | Getto del peso   | Oro       | 18,55 m | Record dei campionati |
| 1962 | Europei        | Belgrado     | Lancio del disco | Oro       | 56,91 m | Record dei campionati |
| 1963 | Universiadi    | Porto Alegre | Getto del peso   | Oro       | 17,29 m | Record dei campionati |
| 1963 | Universiadi    | Porto Alegre | Lancio del disco | Oro       | 55,90 m |                       |
| 1964 | Olimpiadi      | Tokyo        | Getto del peso   | Oro       | 18,14 m | Record olimpico       |
| 1964 | Olimpiadi      | Tokyo        | Lancio del disco | Oro       | 57,27 m | Record olimpico       |
| 1965 | Universiadi    | Budapest     | Getto del peso   | Oro       | 18,31 m | Record dei campionati |
| 1965 | Universiadi    | Budapest     | Lancio del disco | Bronzo    | 53,62 m |                       |
| 1966 | Europei indoor | Dortmund     | Getto del peso   | Argento   | 17,00 m |                       |

## Campionati nazionali
Tamara Press in carriera conquistò 16 titoli nazionali sovietici:
- 7 nel getto del peso (1960/1966)
- 7 nel lancio del disco (1960/1966)
- 2 nel getto del peso indoor (1964/1965)

## Altre competizioni internazionali
1965
- Coppa Europa di atletica leggera ( Kassel)